# خورشیدگرفتگی ۳۱ ژوئیه ۱۹۸۱
خورشیدگرفتگی ۳۱ ژوئیه ۱۹۸۱ (به انگلیسی: Solar eclipse of July 31, 1981) یک خورشیدگرفتگی از نوع خورشیدگرفتگی کامل است. این خورشیدگرفتگی در تاریخ ۳۱ ژوئیه ۱۹۸۱ میلادی (‎۹ مرداد ۱۳۶۰ خورشیدی) روی داد که زمان اوج آن، ساعت ۳:۴۶:۳۷ به‌وقت ساعت هماهنگ جهانی بوده‌است. مدت زمان و طول این خورشیدگرفتگی ۲ دقیقه و ۲ ثانیه بود.